# Hemigrammus stictus
Espèce
Synonymes
- Hyphessobrycon stictus Durbin, 1909[1],[2]

Statut de conservation UICN

 LC  : Préoccupation mineure
Hemigrammus stictus est une espèce de poissons d'eau douce de la famille des Characidae.

## Systématique
L'espèce Hemigrammus stictus a été initialement décrite en 1909 par Marion Lee Durbin (d) sous le protonyme d’Hyphessobrycon stictus.  

## Environnement, climat et gamme
Eau douce benthopélagique, gamme de pH : 6,0 - 7,0. Tropical ; 23 °C - 27 °C.

## Description
Hemigrammus stictus mesure jusqu'à 43 mm, toutefois il aurait été enregistré des tailles allant jusqu'à 60 mm.

## Distribution
Hemigrammus stictus se rencontre en Amérique du Sud, dans les bassins de l'Amazone, du Rio Negro et de l'Orénoque, ainsi que dans les rivières côtières en Guyane.

## Aquariophilie

### Comportement
Grégaires, sociable, adapté à la vie en aquarium.

### Alimentation
Omnivore, artémies.

### Difficulté en aquariophilie
1 à 2/5.

## Menace pour l'Homme
Inoffensif.

## Publication originale
- (en) Marion Lee Durbin, « Reports on the expedition to British Guiana of the Indiana University and the Carnegie Museum, 1908. Report No. 2. A new genus and twelve new species of tetragonopterid characins », Annals of the Carnegie Museum of Natural History, Pittsburgh, Inconnu, vol. 6, no 1,‎ 17 août 1909, p. 55-72 (ISSN 0097-4463 et 1943-6300, OCLC 1261514, lire en ligne).